# Kräftmaskar
Kräftmaskar (Branchiobdellidae) är en familj av ringmaskar. Kräftmaskar ingår i klassen gördelmaskar, fylumet ringmaskar och riket djur. Enligt Catalogue of Life omfattar familjen Branchiobdellidae 150 arter, varav en förekommer i Sverige.
- Ankyrodilus
- Bdellodrilus
- Branchiobdella
- Cambarincola
- Caridinophila
- Ceratodrilus
- Cirrodrilus
- Cronodrilus
- Ellisodrilus
- Forbesodrilus
- Hidejiodrilus
- Holtodrilus
- Magmatodrilus
- Oedipodrilus
- Pterodrilus
- Sathodrilus
- Sinodrilus
- Tettodrilus
- Triannulata
- Uglukodrilus
- Xironodrilus
- Xironogiton